# Pest városbíróinak listája
Az alábbi lista a Pesten 1687 és 1790 között városbírói tisztséget betöltő személyek nevét és a hivatalban töltött idejüket mutatja.
1773-ban megválasztották az első pesti polgármestert, Mosel József addigi városbírót, ekkortól kezdve ő és utódai intézték a város ügyeit egészen Budapest 1873-as egyesítéséig.
- Watula János Jakab (1687–1688)
- Knipper János Bálint (1688)
- Blumenfelsi Herold Henrik Szigfrid (1689–1692)
- Eschenbrugger Fülöp (1692–1693)
- Proberger Jakab (1693–1694)
- Blumenfelsi Herold Henrik Szigfrid (1694–1695) másodszor
- Proberger Jakab (1695–1697) másodszor
- Lehner Mihály (1698–1699)
- Proberger Jakab (1699–1701) harmadszor
- Blumenfelsi Herold Henrik Szigfrid (1701–1702) harmadszor
- Proberger Jakab (1702–1708) negyedszer
- Eisenthali Eyserrich Sámuel (1709–1715)
- Lenner János (1715–1719)
- Sauttermaister Ferenc József (1719–1723)
- Neander Beátus János (1723–1725)
- Eisenthali Eyserrich Sámuel (1725–1727) másodszor
- Sauttermaister Ferenc József (1727–1731) másodszor
- Partl Gáspár Antal (1731–1741)
- Kerschbaumer Tóbiás (1741–1749)
- Partl Gáspár Antal (1749–1750) másodszor
- Kerschbaumer Tóbiás (1750–1751) másodszor
- Mosel József (1751–1759)
- Kerschbaumer Tóbiás (1759–1762) harmadszor
- Mosel József (1762–1769) másodszor
- Josephy György (1769–1771)
- Mosel József (1771–1773) harmadszor
- Josephy György (1773–1777) másodszor
- Papics János (1777–1783)
- Lehner Tóbiás (1783–1785)
- Hülff Móric Bálint (1785–1790)

Pest szabad királyi városi polgármesterei:
- Mosel József (1773–1774, 1777–1781)
- Papics János (1783)
- Hülff Móric Bálint (1785)
- Kregár Mihály (1789–1790, 1791–1796)
- Kügl János József (1807–1810)
- Weidinger János (1813)
- Fellner Benedek (1819, 1821, 1824, 1826, 1829)
- Seeber Károly (1838.)
- Eichholz (Tölgyessy) János (1841)
- Szepessy Ferenc (1843–1848.)
- Rottenbiller Lipót (1848)
- Leelmer János, Rottenbiller Lipót, Koller Ferencz (1849)
- Terczy Szilárd (1850–1851)
- Friedrich György (1851)
- Appiano József, Krászonyi József (1852)
- Conrad Gusztáv (1856)
- Rottenbiller Lipót (1860–1861)
- Krászonyi József (1861–1864)
- Rottenbiller Lipót (1864–1867)
- Szentkirályi Móric (1867–1869)
- Gamperl (Gyöngyösy) Alajos (1868–1873)